# Lista över arters livsmiljöer i Finlands rödlista
Här förtecknas de livsmiljöer som anges för arterna i Finlands rödlista.
Varje livsmiljöer anges här med den kod som förekommer i rödlistan och som utgör en förkortning av den finskspråkiga beteckningen. Därefter anges en översättning till den svenskspråkiga motsvarigheten. Eftersom klassificeringssystemen för skogar och myrar skiljer sig åt mellan Sverige och Finland är de angivna termerna finlandssvenska.   När det gäller myrar är dock terminologin vacklande även inom Finland, vilket diskuteras närmare i artiklarna om respektive livsmiljö. 

## Skogsmiljöer
- M = skogar
- Mk = moskogar
- Mkk = torra och karga moar
- Mkt = friska och lundartade moar
- Ml = lundskogar
- Mlt = friska och torra lundar
- Mlk = fuktiga lundar
- Mt = fjällbjörkskogar

Tilläggsbeteckningar för alla skogsmiljöer:
- v = naturskogar
- h = åsskogar
- p = skogsbrandfält och andra naturliga tidiga successionsstadier

## Myrmiljöer
- S = myrar
- Sl = rikkärr
- Sla = trädlösa rikkärr
- Slr = tallbevuxna rikkärr
- Slk = gran- och lövträdsbevuxna rikkärr
- Sn = öppna, mineralfattiga myrar
- Snk = öppna fattigkärr
- Snr = öppna mellankärr
- Sr = tallmyrar
- Srk = tallmossar
- Srr = tallkärr
- Sk = gran- och lövkärr
- Skk = mineralfattiga gran- och lövkärr
- Skr = mineralrika och måttligt mineralrika gran- och lövkärr

"v" och "p" (se ovan under skogar) kan användas även för trädbevuxna myrar, om träden är gamla eller brandskadade.

## Vattenmiljöer
- V = vattenmiljöer
- Vi = Östersjön
- Vs = sjöar
- Vsk = näringsfattiga sjöar
- Vsr = näringsrika sjöar
- Va = små tjärnar och gölar (även flarkar)
- Vj = älvar och åar
- Vp = bäckar
- Vk = forsar
- Vl = källmiljöer

## Strandmiljöer
- R = stränder
- Ri = stränder vid Östersjön
- Rim = strandskogar och översvämningsskogar vid Östersjön
- Rih = sandstränder vid Östersjön
- Rin = strandängar vid Östersjön
- Rik = klippstränder vid Östersjön
- Ris = grus-, klapper- och stenstränder vid Östersjön
- Rit = öppna översvämningsstränder med finsediment vid Östersjön
- Rj = sjö- och älvstränder
- Rjm = strandskogar och översvämningsskogar vid sötvatten
- Rjh = sandstränder vid sötvatten
- Rjn = strandängar vid sötvatten
- Rjk = klippstränder vid sötvatten
- Rjs = grus-, klapper- och stenstränder vid sötvatten
- Rjt = öppna översvämningsstränder med finsediment vid sötvatten

## Klippmiljöer
- K = klippor och flyttblock
- Kk = kalkstensklippor och kalkbrott
- Ks = serpentinklippor och serpentinjord
- Kr = raviner och klippdalar
- Kl = grottor och klippskrevor
- Km = andra klippor

Tilläggsbeteckningar för alla klippmiljöer:
- pa = solbelysta
- va = skuggiga

## Fjällmiljöer
- T = kalfjäll
- Tk = fjällhedar
- Tl = fjällklippor, block- och stenmarker
- Tn = fjällängar
- Ts = våtmarker i fjällen (myrar, stränder, snölegor)

## Kulturmarker och andra av människan skapade miljöer
- I = kulturmarker och andra av människan skapade miljöer
- In = torra gräsmarker
- It = friska gräsmarker
- Ih = hagmarker och lövängar
- Ik = fuktiga gräsmarker, dikesrenar
- Io = diken
- Iv = odlingsmark
- Ip = parker, gårdsplaner och trädgårdar
- Ij = ruderatmarker, vägrenar och banvallar
- Ir = byggnader

"v" och "p" (se ovan under skogar) kan användas även för kulturmarker, om träd är gamla eller brandskadade.